# C17H20ClNO3
化学式C17H20ClNO3（摩尔质量：321.8 g/mol）可以指：
- 盐酸吗啡，CAS号：52-26-6
- 25C-NBOH，CAS号：1391488-16-6

|  | 这个同类索引页列出了具有相同分子式的化学物（即同分異構體）条目。 除非您是有意链接至本页，否则应将相应条目的内部链接指向正确的条目。 |